# 赫利博奇察
50°16′45″N 28°46′36″E / 50.27917°N 28.77667°E

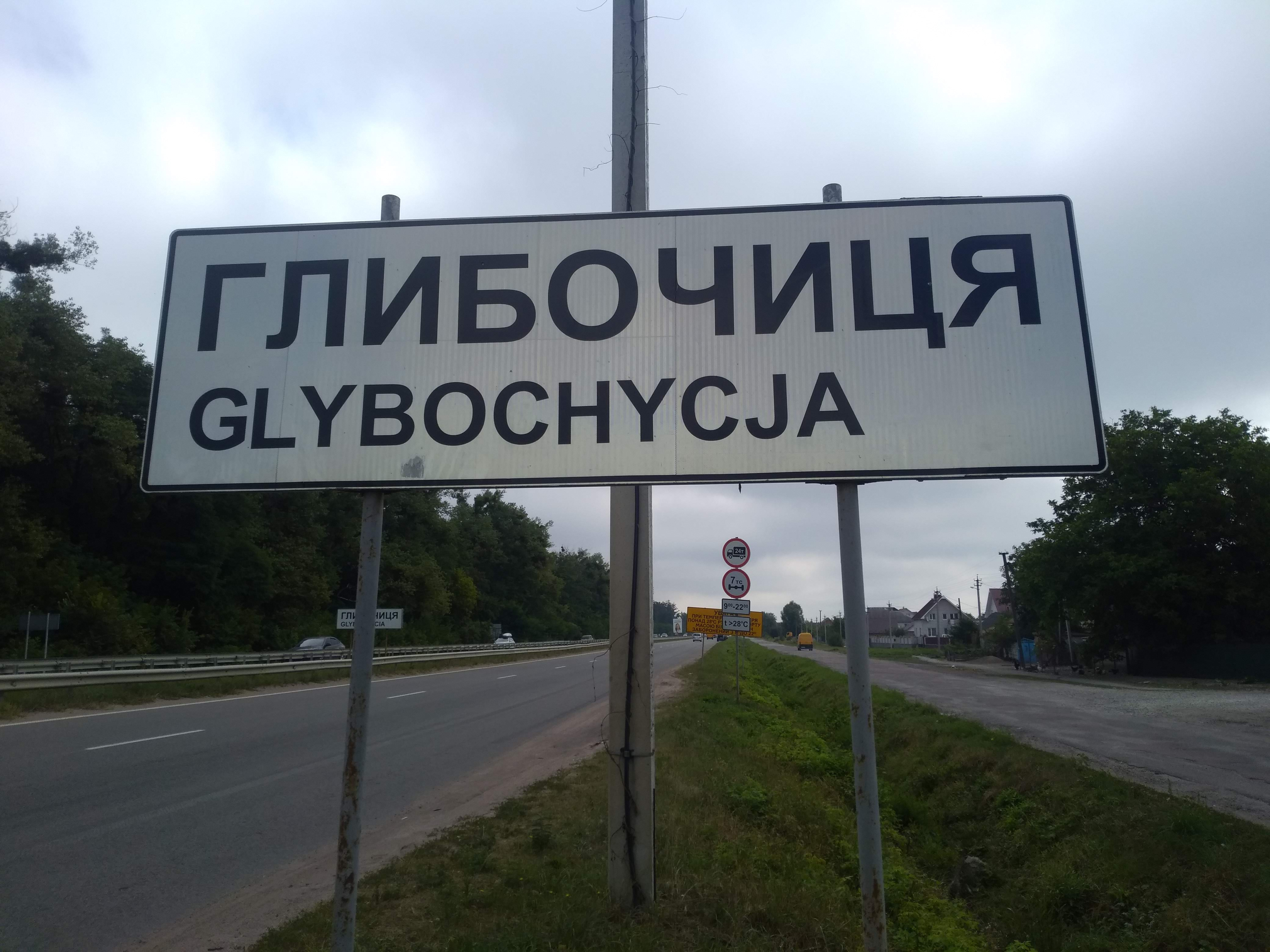
路牌

赫利博奇察（烏克蘭語：Глибочиця）是烏克蘭北部日托米爾州日托米爾區赫利博奇察市镇内的村庄及其行政中心。始建於1571年，面積3.19平方公里，海拔高度221米，2001年人口2,726。
赫利博奇察成立于1571年。从2017年10月起它是同名市镇的行政中心。该市镇面积116.6平方千米，共有约6600名居民。除赫利博奇察外还有其它9个村属于该市镇。
赫利博奇察就位于日托米尔国际机场东侧，位于州府日托米爾市中心的东侧约10千米。
欧洲E40公路通过赫利博奇察。